# Tsuki to Laika to Nosferatu
Tsuki to Laika to Nosferatu (月とライカと吸血姫 Tsuki to Raika to Nosferatu?, lit. La luna, Laika y la princesa vampiro) es una serie de novelas ligeras japonesa escrita por Keisuke Makino e ilustrada por Karei. Shōgakukan ha publicado siete volúmenes desde diciembre de 2016 bajo su sello Gagaga Bunko. Una adaptación a manga con arte de Sojihogu ha sido serializado en línea a través de la página web Comic Days de Kōdansha desde marzo de 2018 y que se ha recopilado en un solo volumen tankōbon. Una adaptación de la serie al anime por Arvo Animation se estrenó el 3 de octubre de 2021.

## Sinopsis
La historia se desarrolla en un mundo ficticio, diez años después de que una larga guerra dividiera al mundo en dos superpotencias: la Unión de Repúblicas Zirnitra al este y el Reino Unido de Arnak al oeste. Ambas superpotencias ahora ponen a prueba sus ambiciones entre sí enfrascados en una carrera espacial por ver quién puede mandar al primer hombre al espacio. En 1960, el primer ministro de la Unión de Repúblicas, Gergiev, anuncia el “Proyecto Mechtat”, un prestigioso plan para lanzar misiones tripuladas a la última frontera. Con este fin la Unión de Repúblicas establece la ciudad aislada de Laika 44, en donde los candidatos a cosmonautas compiten para convertirse en cosmonautas, y los científicos desarrollan la tecnología para que esto suceda. Todo, obviamente, en completo secreto del resto del mundo. Allí, Lev Lepus, un candidato a cosmonauta de reserva es puesto a cargo de una chica vampiro llamada Irina Luminesque, como parte del nuevo, atrevido y ultrasecreto “Proyecto Nosferatu”, el cual busca utilizar a Irina como sujeto de prueba en diversas condiciones esperadas en el espacio y, en última instancia, como parte de una misión tripulada, antes de enviar aun un humano. Por razones personales, ambos comparten el mismo sueño de ir al espacio. En especial... la luna.

## Personajes
Irina Luminesk  (イリナ・ルミネスク Irina Ruminesuku?)
 Seiyū: Megumi Hayashibara, Gabriela Ortiz (español latino)
Es una chica vampiro que fue llevada al complejo "Laika 44" como sujeto de pruebas para someterla a las condiciones con las que un humano se toparía en el espacio. Odia a los humanos, pero se lleva bien con Lev, su observador. Le tiene miedo a las alturas. Tiene debilidad por el alcohol y se emborracha con facilidad. Le gusta el agua mineral y las aceitunas en conserva. Es una buena patinadora. Ella tiene el anhelo de ser la primera cosmonauta de la historia, pero se resigna a que el gobierno estipula que el primer cosmonauta en el espacio debe ser un humano, y no un vampiro. Su cumpleaños es el 19 de septiembre. Tras ser obligada por el Estado a aceptar que el primer cosmonauta de la historia sea humano y no vampiro, es separada temporalmente de Lev, pero gracias a los esfuerzos de Anya, vive bajo su protección. A pesar de alegrase de que Lev vaya a convertirse en el primer cosmonauta verdaderamente "humano" de la historia, se esfuerza por aceptar el hecho de que sus propios logros sean ignorado. Sin embargo, Lev tampoco está a gusto con eso y hace algo al respecto. Finalmente Irina logra reunirse con Lev de nuevo y al igual que éste, se vuelve una promotora del cambio en el mundo.
Lev Lepus (レフ・レプス Refu Repusu?)
 Seiyū: Kōki Uchiyama, Elliot Leguizamo (español latino)
Un cadete cosmonauta de la República (originalmente candidato, pero degradado a suplente tras golpear a un superior que maltrataba a un subordinado). Se le asigna la tarea de entrenar y vigilar a Irina, una chica vampiro que es un sujeto experimental. Tiene un carácter apasionado y puro, y se le conoce como "Lev, el derretidor de nieve". Suele beber alcohol en un bar de jazz. Mientras vive con Irina, llega a comprender que las creencias que la gente tiene acerca de los vampiros y por las cuales les tienen gran temor, no son más que mentiras. Lev es separado temporalmente de Irina debido a las políticas del Estado que estipulan que el primer cosmonauta de la historia debe ser un humano y no vampiro. Cuando se convierte en el primer cosmonauta verdaderamente "humano", le atormenta el hecho de que los logros de Irina se vean eclipsados por el gobierno. Le preocupa que si revela la verdad, no sólo se meta en problemas a sí mismo, sino también a su familia, pero tras ser animado por su padre, decide hacer algo por Irina. Cuando consigue reunirse con ella, se vuelve un promotor del cambio en un mundo en el que los humanos y los no humanos están divididos.
Anya Simonyan (アーニャ・シモニャン Ānya Shimonyan?)
 Seiyū: Hina Kino, Leslie Gil (español latino)
Una investigadora del Instituto de Investigación Médica de la Fuerza Aérea. Se especializa en la investigación de la biología de los vampiros y es la recopiladora de datos médicos de Irina. Suele llamar "Irinyan" a Irina, lo cual la sorprende al principio. Se muestra alegre y sin miedo a la gente, pero en realidad viene de un entorno solitario. Ella termina entablando una amistad con Irina pese a su aversión a los humanos y suele apoyarla. 
Mikhail Yashin (ミハイル・ヤシン Mihairu Yashin?)
 Seiyū: Satoshi Hino, Marc Winslow (español latino)
Es candidato a cosmonauta de la República. Compite con Lev y Roza por el título de "primer acosmonauta humano de la historia". Es tranquilo, frío y atractivo. Tiene un buen entorno familiar y las mejores notas. También es un excelente piloto de pruebas, y es impecable. Su único defecto es su orgullo.
Al principio, mira con desprecio a Lev, pero poco a poco se siente inspirado por éste, que es más condecendiente y está dispuesto a sacrificarse por los que le importan. Se pone celoso cuando Lev es elegido como el "primer humano de la historia" para ir al espacio, pero se da cuenta del encanto de Lev y se convierte en su mejor amigo, aunque eso signifique ponerse en evidencia. Cuando la República se queda atrás debido a las luchas internas y la corrupción, el gobierno le ordena que se case con Roza, pero se ve obligado a marcharse por los temerarios planes de vuelo espacial de la República. 
Roza Plevitskaya (ローザ・プレヴィツカヤ Rōza Purevuitsukaya?)
 Seiyū: Mikako Komatsu, Mariana Ortiz (español latino)
La única mujer candidata al programa de cosmonautas de la República. Compite con Lev y los demás para convertirse en el primer ser humano que vaya al espacio. Se la conoce como la "Rosa Blanca de Sangrad" y es una de las mejores pilotos del mundo. Siempre se muestra fuerte y solitaria, pero esa actitud es un reflejo de que tiene problemas que no puede resolver. Sin embargo, su actitud se suaviza cuando Lev le salva la vida durante una sesión de entrenamiento, y se disculpa por sus acciones, creyendo que Lev realmente la considera una amiga. Cuando la República se queda atrás del Reino Unido debido a las luchas internas y a la corrupción, el gobierno le ordena que se case con Mikhail, pero lo pierde cuando los temerarios planes de vuelos espaciales de la República intentan retomar la delantera en la carrera espacial.
Slava Koronin (スラヴァ・コローヴィン Surava Korōvin?)
 Seiyū: Takaya Hashi, Raúl Solo (español latino)
Un científico de la República. Es la persona más importante a cargo de todo el programa espacial. Su nombre y su existencia se mantienen como un secreto de Estado, y pocas personas conocen su verdadera identidad como "Jefe". Es temido por el Reino Unido como el "Hechicero del Este". Está enfermo. Puede parecer aterrador, pero es un soñador compasivo.
Teniente Victor (ヴィクトール中将 Vikutōru Chūjō?)
 Seiyū: Masaki Terasoma, Javier Rivero (español latino)
Es el director del centro de formación, responsable de la supervisión de los cadetes cosmonautas. Héroe de la Gran Guerra. La cicatriz de su frente se hizo durante la Gran Guerra. Temible por fuera, duro por dentro. Es un soldado solemne que entrena a sus cadetes según normas y órdenes, pero tras pasar un largo tiempo con Lev e Irina, llega a compartir sus sentimientos. De hecho, cuando era joven, solía ir a rescatar a sus propios hombres de manos del enemigo. También comprende los puntos fuertes y débiles de Mikhail y Roza, y poco a poco se va acercando a los candidatos.
Natalia (ナタリア Nataria?)
 Seiyū: Kikuko Inoue, Azucena Estrada (español latino)
La matrona del dormitorio compartido. Es una mujer sencilla, de aspecto rural, que lleva gafas. Es una buena cocinera y nadie se reciste al Borsch que ella prepara. Su verdadera identidad es la de una transportista, y mientras vigila a Lev e Irina desde las sombras, sonríe y le dice a Lev que se olvide de ella cuando se revele ante ellos.
Fjodor Gergiev (フョードル・ゲルギエフ Fyōdoru Gerugiefu?)
 Seiyū: Kenichi Ogata, Rubén Moya (español latino)
El Líder Supremo de la República. Ostensiblemente, interpreta el papel de un líder alegre que sólo se preocupa por ganarle al Reino Unido, y que siempre está dispuesto a hacer lo que cree que es correcto. A los ojos de los que le rodean, es un maníaco-depresivo, siempre en estado maníaco durante la carrera espacial contra el reino unido, un doble traidor, un triple traidor y un mentiroso impresionante. En realidad, es un político muy calculador y tranquilo que espera provocar una revolución que salve al mundo entero del estancamiento. Entiende que los recursos humanos de la República están en peligro porque el régimen anterior llevó a cabo una gran purga de 20 millones de personas, y más que ganar contra el Reino Unido, quiere romper la situación actual en la que la República no podrá ni siquiera luchar contra el Reino Unido a menos que los restos del régimen anterior y los transportistas sean reducidos en el poder. Aunque no sentía nada especial por Irina, tuvo que tomar una decisión cuando las distintas facciones se enfrentaron por la disposición y protección de Irina. Posteriormente, aprovechó el revuelo causado por el éxito de Irina para preparar el terreno para que Lev e Irina fueran celebrados como agentes de cambio en el mundo.
Lyudmila Halrova (リュドミラ・ハルロヴァ Ryudomira Harurova?)
 Seiyū: Mao Ichimichi, Gabriela Guzmán (español latino)
Ayudante de Gergiev y secretaria encargada de la escritura. En realidad, es la jefa de operaciones y Gergiev confía plenamente en ella. Estudió en el Reino Unido. Es distante con todo el mundo y nunca se sabe lo que está pensando entre bastidores. Le encantan los dulces y siempre come helado y mermelada de fresa.
Narrador (ナレーション Narēshon?)
 Seiyū: Hiroki Tōchi, Andrés García (español latino)

## Contenido de la obra

### Novela ligera
Escrita por Keisuke Makino e ilustrada por Karei, Shōgakukan ha publicado siete volúmenes desde diciembre de 2016 bajo su sello Gagaga Bunko.

#### Lista de volúmenes
| Volúmenes de novelas ligeras publicadas | Volúmenes de novelas ligeras publicadas | Volúmenes de novelas ligeras publicadas |
| Número                                  | Fecha de lanzamiento                    | ISBN                                    |
| --------------------------------------- | --------------------------------------- | --------------------------------------- |
| 1                                       | 30 de diciembre de 2016                 | ISBN 978-4-09-451647-0                  |
| 2                                       | 18 de abril de 2017                     | ISBN 978-4-09-451672-2                  |
| 3                                       | 20 de febrero de 2018                   | ISBN 978-4-09-451720-0                  |
| 4                                       | 19 de septiembre de 2018                | ISBN 978-4-09-451752-1                  |
| 5                                       | 21 de agosto de 2019                    | ISBN 978-4-09-451804-7                  |
| 6                                       | 18 de marzo de 2021                     | ISBN 978-4-09-451886-3                  |
| 7                                       | 19 de octubre de 2021                   | ISBN 978-4-09-453037-7                  |

### Manga
Una adaptación a manga con arte de Sojihogu se serializó en línea a través de la página web Comic Days de Kōdansha desde marzo de 2018 y se ha recopilado en dos solo volumen tankōbon.

#### Lista de volúmenes
| Volúmenes de manga publicados | Volúmenes de manga publicados | Volúmenes de manga publicados |
| Número                        | Fecha de lanzamiento          | ISBN                          |
| ----------------------------- | ----------------------------- | ----------------------------- |
| 1                             | 14 de noviembre de 2018       | ISBN 978-4-06-513165-7        |
| 2                             | 8 de agosto de 2023           | ISBN 978-4-06-531660-3        |

### Anime
Se anunció una adaptación de la serie al anime el 17 de marzo de 2021. La serie está animada por Arvo Animation y dirigida por Akitoshi Yokoyama, con el autor de la serie Keisuke Makino a cargo de la composición de la serie, Hiromi Kato diseñando los personajes y Yasunori Mitsuda componiendo la música. Se estrenó el 3 de octubre de 2021 en Tokyo MX y otros canales. El tema de apertura de la serie, "Hi no Tsuki", es interpretado por Ali Project mientras que el tema de cierre, "Arifureta Itsuka", es interpretado por Chima. Funimation obtuvo la licencia de la serie fuera de Asia. Tras la adquisición de Crunchyroll por parte de Sony, la serie se trasladó a Crunchyroll obteniendo la licencia de la serie fuera de Asia.
El 22 de octubre de 2021, Funimation anunció que la serie recibió un doblaje en español latino, que se estrenó el 24 de octubre. Tras la adquisición de Crunchyroll por parte de Sony, el doblaje se trasladó a Crunchyroll.